# AOA
AOA (Coreeană: 에이오에이 sau Ace of Angels) este o formație muzicală sud-coreeană înființată de FNC Entertainment. Inițial, AOA a debutat ca o trupă de fete cu opt membre sud-coreene – Choa, Jimin, Yuna, Youkyung, Hyejeong, Mina, Seolhyun și Chanmi. Grupul a debutat cu Albumul Single Angel's Story pe data de 30 iulie 2012.
În prezent, formația are 3 membre: Hyeojong, Seolhyun și Chanmi. Choa a părăsit oficial formația pe data de 22 iunie 2017 din cauza unor probleme de sănătate,. Youkyung în octombrie 2016 după expirarea contractului, Mina a părăsit formația la 13 mai 2019, după expirarea contractului, dorind să-și desfășoare o carieră solo iar pe data de 4 iulie 2020, Jimin, fosta lideră AOA, a părăsit formația și industria companiei FNC Enterntainment din cauza dezvăluiri făcute de Mina, fosta membră din AOA că ea era hărțuită de Jimin pe parcusul activități ei în formație.
Pe 1 Ianuarie, 2021, Yuna pleacă din AOA și din compania FNC Enterntainment după 10 ani de activitate din cauza expirări contractului.

## Discografie

### Albume Coreene
Album Single (Debut)
- Angel's Story (30 iulie 2012)

Albume Single
- Wanna Be (10 octombrie 2012)
- Red Motion (14 octombrie 2013)
- Miniskirt (16 ianuarie 2014)

Albume EP
- Short Hair (19 iunie 2014)
- Like A Cat (11 noiembrie 2014)
- Heart Attack (22 iunie 2015)
- Good Luck (16 mai, 2016)
- Bingle Bangle (28 mai 2018)
- New Moon (26 noiembrie 2019)

Albume Full
- Angel's Knock (2 ianuarie 2017)

### Albume Japoneze
Album Single (Debut Japonez)
- Miniskirt (Japanese Version)

(1 octombrie 2014)
Albume Single
- Like A Cat (Japanese Version) (25 februarie 2015)
- Heart Attack (Japanese Version) (29 iulie 2015)
- Give Me Love (20 aprilie 2016)
- Good Luck (Japanese Version) (3 august 2016)

Albume Full
- Ace of Angels (14 octombrie 2015)
- Runway (30 noiembrie 2016)

### Albume Chinezești
Album Single (Debut Chinezesc)
- Heart Attack (Chinese Version) (31 iulie 2015)

## Scandalul de Bullying
În noiembrie, 2014, în vremea când AOA lansase albumul Like A Cat și aveau de performat pe scene si promovat albumul, Mina, își pierduse tatăl în urma unei lupte lungi cu cancer-ul, iar din cauza acestui incident, compania FNC Entertainment a lăsat-o pe Mina să aibă o pauză de la activitățile ei în formație pentru a se ocupa de moartea tatălui ei. Mult timp trece și AOA continuă să se promoveze, până când Choa a plecat din formație și a renunțat la viața de celebritate.
După, Mina a plecat de asemenea din formație și companie după ce contractul ei expirase în Mai 2019, deși ea putea sa își refacă contractul, ea a decis să nu o facă pentru a se focusa în cariera ei de actorie.
Pe 3 iulie, 2020, Mina a făcut o postare pe contul ei de Instagram cu un mesaj primit online, lângă postare, ea a scris un mesaj destul de lung, Mina povestea despre vremea când ea era în sala de așteptare atunci când tatăl ei murise
"Când tatăl meu murise, Eu eram în sala de așteptare plângând și o anumită "unnie" mi-a zis că e vina mea că atmosfera era rea"
Ea a zis că din cauza acestui membru, ea a început să i-a pastile de somn ca să se odihnească și că ea a și încercat de repetate ori să își încheie viața atunci când lucrurile mergeau rău, deși ea a continuat în AOA la vremea aceea, ea povește-te despre vremea când a plecat din formație
"Sincer vorbind, eu nu am vrut să plec din AOA. Dar din cauză că cineva mă ura, am fost hărțuită timp de 10 ani. Sincer, în cele din urmă, vroiam sa mă intorc la ea și să o înjur măcar odată. În cele din urmă, am renunțat la AOA. A fost amuzant să promovez cu ceilalți membri. Nu mult în urmă, tatăl acelei "unnie" murise și ma durea inima, dar m-am simțit ciudat, eu știu aceea durere. Am mers la înmormântare și de îndată ce m-a văzut, a început să plângă și a zis că îi pare rău și a fost de parcă inima mea se prăbușise în inutilitate. A fost gol. Toată vina dispăruse și a fost de parcă totul era ok din nou, dar am fost așa de frântă încât am fost speriată"
După menționarea acestui povești, oameni au aflat repede că Jimin, lidera din AOA, a avut un tată care murise in acel an, oameni au inceput să o critice pe Jimin pentru ce a facut.
După ce Mina a făcut aceea postare, Jimin a răspuns pe contul ei de Instagram, mai exact pe Instagram Story cu un singur cuvânt: "소설" (Română: ficțiune).
Oameni nu erau fericiți cu răspunsul lui Jimin, Mina era nervoasă pe răspunsul făcut de Jimin, așa că Mina a postat o fotografie cu încheietura mâini ei tăiată cu lama pentru a demonstra durerea psihică care i-a cauzat cuvintele lui Jimin. Mina a zis că are multe povești și dovezi pentru a demonstra că Jimin e un bully. Mina nu era fericită cu răspunsul lui Jimin, așa că ea a scris în aceea postare:
"Ieri mi-ai zis că tu ți-ai cerut scuze pentru că tu vroiai să mă readuci pe drumu corect. Ce fel de persoană aduce un bărbat în dormitor și are relați sexuale cu el. Tu ar trebui să te duci pe drumu corect prima. Măcar nu trebuia să minți"
Următoarea zi, pe 4 Iulie, dimineața devreme, membri din AOA și Jimin au vizitat-o pe Mina. Jimin a ajuns la ea inițial nervoasă pentru faptu că Mina a facut public acțiunile ei din trecut, dar s-a calmat și și-a cerut scuze față în față, Mina i-a acceptat scuzele dar a zis "O zi nu este suficientă de a repara 10 ani de probleme"
Tot in aceeași zi, FNC Entertainment au anunțat plecarea lui Jimin din AOA dar și din industria companiei din cauza acuzațiilor făcute despre ea
Pe 11 August, Jimin și-a șters toate clipurile de pe contul ei personal de Youtube numit 보스베이비 지미넴 [AOA Jimin]. această acțiune a fost ultimul semn făcut de Jimin pe rețeaua online.
Jimin a decis să ducă o viață normală după ce a ieșit din industria companiei, menționează FNC Entertainment